# Monroe (Washington)
Monroe è una città degli Stati Uniti d'America, situata nello Stato di Washington e in particolare nella Contea di Snohomish.